# Holger Thiele
Holger Thiele (25. september 1878 – 5. juni 1946) var en dansk astronom, der opdagede de fire asteroider 797 Montana, 843 Nicolaia, 1847 Stobbe og 3229 Solnhofen.
Thiele var uddannet i astronomi ved Københavns Universitet. Han arbejdede først ved Hamburger Sternwarte, men kom i 1917 til Lick Observatory i USA. Han forlod astronomiverdenen i 1930 efter at være raget uklar med kollegerne på Lick.
Holger Thiele var søn af Thorvald Nicolai Thiele. 